# Герд Мюллер (політик)
Гергард «Герд» Мюллер (нім. Gerhard «Gerd» Müller; нар. 25 серпня 1955, Крумбах, округ Швабія) — німецький політик, член партії Християнсько-соціальний союз (ХСС). З грудня 2013 входить до складу третього та четвертого урядів федеральної канцлерки Ангели Меркель і обіймає посаду федерального міністра економічного співробітництва і розвитку.

## Навчання та кар'єра
Після навчання у реальній школі Мюллер здобув професійну освіту продавця. Пізніше він склав абітуру та, пройшовши військову службу, здобув економічно-педагогічну освіту в Католицькому університеті Айхштет-Інгольштадт, спеціалізуючись на таких предметах як педагогіка, психологія, політика та економіка. Для фінансування свого навчання Мюллер отримав стипендію Фонду Конрада Аденауера.
У 1980 році Мюллер розпочав трудову діяльність як керуючий професійного об'єднання, але незабаром перейшов на роботу до Міністерства економіки Баварії. У 1988 році в Регенсбурзькому університеті Мюллер захистив дисертацію на тему «Молодіжний союз Баварії і його внесок у політичну освіту молоді та дорослих». У 2014 році Мюллера звинуватили в плагіаті. Проте, після відповідної перевірки Регенсбурзький університет заявив, що ці підозри преси не мають під собою ґрунту.

## Партійна діяльність

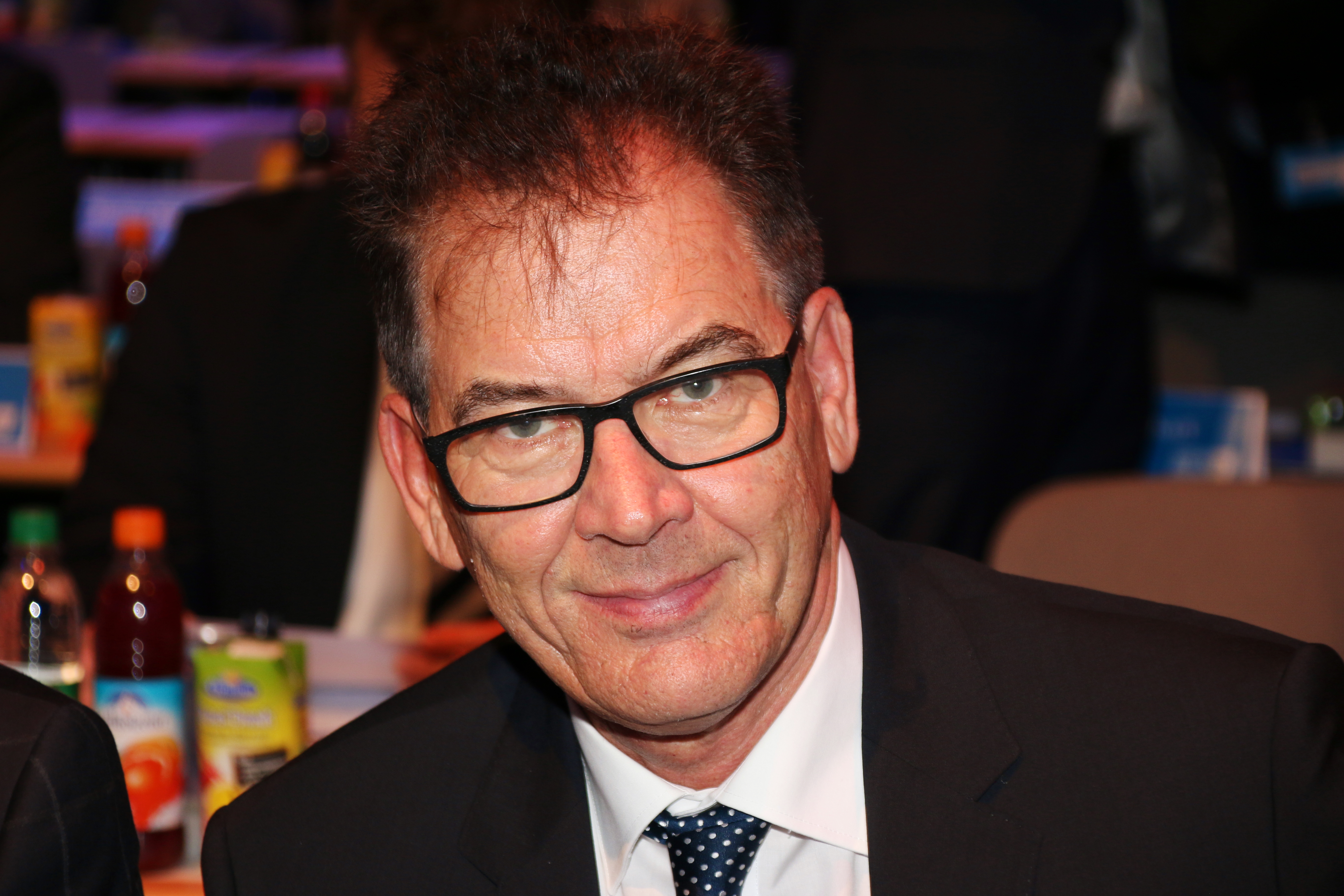
Ґерд Мюллер на з'їзді ХСС, 2015 рік

Мюллер був активним членом Молодіжного союзу, де у 1982—1991 роках він був регіональним головою окружного відділення округу Швабія, а в 1987—1991 роках — головою баварського відділення організації. Будучи на цій посаді, у 1989 році Мюллер вимагав смертної кари для наркоторговців.
З 1993 року Мюллер обіймає посаду заступника голови окружного відділення ХСС у Швабії.

## Парламентська діяльність
У 1989—1994 роках Мюллер був членом Європарламенту та протягом цього часу був парламентським головою фракції Європейської народної партії.
З 1994 року Герд Мюллер є членом Бундестагу від виборчого округу Кемптен, Ліндау, Оберальгой та Вестальгой. Серед багато інших посад, з 2005 року Мюллер був спікером та заступником голови регіональної групи ХСС із зовнішньої та європейської політики у Бундестазі. Крім того, з 2002 по 2005 роки він займав посаду заступника голови комітету з туризму. На парламентських виборах 2005 року Мюллер отримав 61,5 % голосів. На наступних виборах 2009 року його кандидатуру підтримали 53 % виборців, а у 2013 — 60,7 % виборців.

## Державні посади
У 1978—1988 роках Герд Мюллер обіймав посаду другого бургомістра Крумбаха і радника району Гюнцбурга. В цей час Мюллер був активний у кампанії щодо введення смертної кари для наркоторговців та активно виступав проти абортів.
22 листопада 2005 року Мюллер був призначений парламентським державним секретарем при Федеральному міністерстві продовольства та сільського господарства Німеччини у першому уряді Ангели Меркель. Мюллер займав цю посаду і в другому уряді Ангели Меркель.
17 грудня 2013 федеральний президент Йоахім Гаук призначив Герда Мюллера федеральним міністром економічного співробітництва та розвитку в третьому уряді Ангели Меркель. На відміну від Меркель та федерального президента Гаука, Мюллер демонстративно відмовився особисто брати участь у Чемпіонаті світу з футболу 2014 року в Бразилії в знак протесту проти соціальних та екологічних потрясінь. Мюллер спрямовував свою критику на адресу ФІФА. Мюллер побоюється, що «матеріалістичне видовище» зросте на Чемпіонаті світу з футболу 2022 року в Катарі.
Мюллер критикував німецький уряд та Європейський союз щодо політики з вирішення кризи біженців. В ефірі баварської телерадіокомпанії Мюллер закликав: «Ми мусимо діяти, а саме на комунальному, земельному, федеральному та європейському рівнях». Крім того, Мюллер неодноразово закликає створити план Маршалла для Африки, у тому числі, щоб протидіяти міграційним рухам.
14 березня 2018 року Федеральний президент Німеччини Франк-Вальтер Штайнмаєр призначив Герда Мюллера на посаду федерального міністра економічного співробітництва та розвитку в четвертому уряді Ангели Меркель.
У жовтні 2014 року Герд Мюллер передав у Харкові німецьку допомогу переселенцям з Донбасу, перебуваючи з візитом в Україні. 14 жовтня він зустрівся в Харкові з біженцями з Донеччини та Луганщини. Німецький міністр зазаначив: «Ми допомагаємо нашим друзям і тоді, коли вони потрапляють в скруту»

## Особисте життя
Мюллер одружений, батько двох дітей.